# 2010 w grach komputerowych
| Skróty platform | Skróty platform                                  |
| --------------- | ------------------------------------------------ |
| DC              | Dreamcast                                        |
| Droid           | Android                                          |
| DS              | Nintendo DS                                      |
| GB              | Game Boy                                         |
| GBA             | Game Boy Advance                                 |
| GBC             | Game Boy Color                                   |
| GCN             | GameCube                                         |
| iOS             | iOS                                              |
| Lin             | komputer osobisty z systemem operacyjnym Linux   |
| Mac             | komputer osobisty Mac                            |
| N64             | Nintendo 64                                      |
| NS              | Nintendo Switch                                  |
| PC              | komputer osobisty                                |
| PS1             | PlayStation                                      |
| PS2             | PlayStation 2                                    |
| PS3             | PlayStation 3                                    |
| PS4             | PlayStation 4                                    |
| PS5             | PlayStation 5                                    |
| PSP             | PlayStation Portable                             |
| PSVita          | PlayStation Vita                                 |
| Wii             | Wii                                              |
| WiiU            | Wii U                                            |
| Win             | komputer osobisty z systemem operacyjnym Windows |
| X360            | Xbox 360                                         |
| XONE            | Xbox One                                         |
| Xbox            | Xbox                                             |
| XSX             | Xbox Series                                      |

Artykuł opisuje ważne wydarzenia w 2010 roku w branży gier komputerowych. Zobacz też: historia gier komputerowych.

## Wydane gry
| Miesiąc               | Dzień | Tytuł                                                      | Platforma                            |
| S T Y C Z E Ń         | 5     | Divinity 2: Ego Draconis                                   | Win, X360                            |
| S T Y C Z E Ń         | 5     | Bayonetta                                                  | PS3, X360                            |
| S T Y C Z E Ń         | 5     | Darksiders                                                 | PS3, X360                            |
| S T Y C Z E Ń         | 6     | Matt Hazard: Blood Bath and Beyond                         | XBLA                                 |
| S T Y C Z E Ń         | 7     | Matt Hazard: Blood Bath and Beyond                         | PSN                                  |
| S T Y C Z E Ń         | 11    | VVVVVV                                                     | Windows, Mac OS, Linux, Nintendo 3DS |
| S T Y C Z E Ń         | 12    | Vancouver 2010                                             | Win, X360, PS3                       |
| S T Y C Z E Ń         | 12    | Army of Two: The 40th Day                                  | PS3, X360, PSP                       |
| S T Y C Z E Ń         | 12    | The Sky Crawlers: Innocent Aces                            | Wii                                  |
| S T Y C Z E Ń         | 17    | Grand Theft Auto: Chinatown Wars                           | iOS                                  |
| S T Y C Z E Ń         | 19    | Dark Void                                                  | Win, X360, PS3                       |
| S T Y C Z E Ń         | 26    | Mass Effect 2                                              | Win, X360                            |
| S T Y C Z E Ń         | 26    | Tatsunoko vs. Capcom: Ultimate All-Stars                   | Wii                                  |
| S T Y C Z E Ń         | 26    | PS3                                                        |                                      |
| S T Y C Z E Ń         | 26    | No More Heroes 2: Desperate Struggle                       | Wii                                  |
| L U T Y               | 1     | Global Agenda                                              | Win                                  |
| L U T Y               | 2     | White Knight Chronicles                                    | PS3                                  |
| L U T Y               | 2     | Star Trek Online                                           | Win                                  |
| L U T Y               | 2     | S.T.A.L.K.E.R.: Zew Prypeci                                | Win                                  |
| L U T Y               | 2     | Robot Unicorn Attack                                       | Win, Przeglądarka Internetowa        |
| L U T Y               | 9     | BioShock 2                                                 | Win, X360, PS3                       |
| L U T Y               | 9     | Dante’s Inferno                                            | PS3, X360                            |
| L U T Y               | 9     | Shiren the Wanderer                                        | Wii                                  |
| L U T Y               | 10    | Stargate Resistance                                        | Win                                  |
| L U T Y               | 16    | Tropico 3                                                  | X360                                 |
| L U T Y               | 16    | SOCOM: U.S. Navy SEALs Fireteam Bravo 3                    | PSP                                  |
| L U T Y               | 16    | Aliens vs. Predator                                        | Win, X360, PS3                       |
| L U T Y               | 16    | Ace Attorney Investigations: Miles Edgeworth               | NDS                                  |
| L U T Y               | 22    | Endless Ocean 2: Adventures of the Deep                    | Wii                                  |
| L U T Y               | 23    | Arsenal of Democracy                                       | Win                                  |
| L U T Y               | 23    | Heavy Rain                                                 | PS3                                  |
| L U T Y               | 23    | Sonic & Sega All-Stars Racing                              | PS3, X360, NDS, Wii, Win             |
| L U T Y               | 23    | Napoleon: Total War                                        | Win                                  |
| L U T Y               | 23    | M.U.D. TV                                                  | Win                                  |
| L U T Y               | 24    | Greed Corp                                                 | XBLA, PSN                            |
| L U T Y               | ?     | Tekken Resolute                                            | J2ME                                 |
| M A R Z E C           | 1     | Dante’s Inferno                                            | PSP                                  |
| M A R Z E C           | 1     | Mega Man 10                                                | Wii                                  |
| M A R Z E C           | 2     | Silent Hunter 5: Battle of the Atlantic                    | Win                                  |
| M A R Z E C           | 2     | Battlefield: Bad Company 2                                 | Win, X360, PS3                       |
| M A R Z E C           | 2     | Supreme Commander 2                                        | Win                                  |
| M A R Z E C           | 2     | MLB 10: The Show                                           | PS2, PS3, PSP                        |
| M A R Z E C           | 2     | Major League Baseball 2K10                                 | Win, X360, PS2, PS3, Wii, PSP        |
| M A R Z E C           | 2     | SpongeBob’s Boating Bash                                   | NDS, Wii                             |
| M A R Z E C           | 2     | Sonic Classic Collection                                   | NDS                                  |
| M A R Z E C           | 9     | Assassin’s Creed II                                        | Win                                  |
| M A R Z E C           | 9     | Final Fantasy XIII                                         | PS3, X360                            |
| M A R Z E C           | 9     | Yakuza 3                                                   | PS3                                  |
| M A R Z E C           | 9     | Rise of Prussia                                            | Win                                  |
| M A R Z E C           | 9     | Resident Evil 5: Gold Edition                              | PS3                                  |
| M A R Z E C           | 11    | Mega Man 10                                                | PSN                                  |
| M A R Z E C           | 11    | Warhammer 40,000: Dawn of War II – Chaos Rising            | Win                                  |
| M A R Z E C           | 14    | Pokémon HeartGold and SoulSilver                           | NDS                                  |
| M A R Z E C           | 16    | God of War III                                             | PS3                                  |
| M A R Z E C           | 16    | Command & Conquer 4: Tyberyjski zmierzch                   | Win                                  |
| M A R Z E C           | 16    | Metro 2033                                                 | Win, X360                            |
| M A R Z E C           | 16    | Supreme Commander 2                                        | X360                                 |
| M A R Z E C           | 16    | Resonance of Fate                                          | X360, PS3                            |
| M A R Z E C           | 16    | Dragon Age: Początek – Przebudzenie                        | Win, X360, PS3                       |
| M A R Z E C           | 16    | Infinite Space                                             | NDS                                  |
| M A R Z E C           | 17    | Perfect Dark                                               | XBLA                                 |
| M A R Z E C           | 23    | The Settlers 7: Droga do królestwa                         | Win                                  |
| M A R Z E C           | 23    | Red Steel 2                                                | Wii                                  |
| M A R Z E C           | 23    | Just Cause 2                                               | Win, X360, PS3                       |
| M A R Z E C           | 23    | Shin Megami Tensei: Strange Journey                        | NDS                                  |
| M A R Z E C           | 28    | WarioWare D.I.Y.                                           | NDS                                  |
| M A R Z E C           | 30    | Prison Break: The Conspiracy                               | Win, X360, PS3                       |
| M A R Z E C           | 31    | Mega Man 10                                                | XBLA                                 |
| K W I E C I E Ń       | 9     | Lead and Gold: Gangs of the Wild West                      | Win, X360, PS3                       |
| K W I E C I E Ń       | 13    | Tom Clancy’s Splinter Cell: Conviction                     | X360                                 |
| K W I E C I E Ń       | 13    | Grand Theft Auto: Episodes from Liberty City               | PS3, Win                             |
| K W I E C I E Ń       | 15    | Sam & Max: The Devil’s Playhouse Episode 1: The Penal Zone | Win, Mac, PS3                        |
| K W I E C I E Ń       | 20    | Monster Hunter Tri                                         | Wii                                  |
| K W I E C I E Ń       | 27    | Tom Clancy’s Splinter Cell: Conviction                     | Win                                  |
| K W I E C I E Ń       | 27    | Dead to Rights: Retribution                                | X360, PS3                            |
| K W I E C I E Ń       | 27    | 2010 FIFA World Cup                                        | PS3, X360, Wii, PSP, iOS             |
| K W I E C I E Ń       | 27    | Nier                                                       | X360, PS3                            |
| K W I E C I E Ń       | 27    | Super Street Fighter IV                                    | PS3, X360                            |
| K W I E C I E Ń       | 28    | Tecmo Bowl Throwback                                       | XBLA                                 |
| M A J                 | 4     | What Did I Do To Deserve This My Lord? 2                   | PSP                                  |
| M A J                 | 4     | Iron Man 2                                                 | PS3, PSP, X360, Wii, NDS             |
| M A J                 | 10    | Top Eleven Football Manager                                | Android, iOS                         |
| M A J                 | 11    | 3D Dot Game Heroes                                         | PS3                                  |
| M A J                 | 11    | Skate 3                                                    | PS3, X360                            |
| M A J                 | 11    | Lost Planet 2                                              | X360, PS3                            |
| M A J                 | 12    | Rocket Knight                                              | Win, XBLA                            |
| M A J                 | 12    | Eschalon: Book II                                          | Win                                  |
| M A J                 | 12    | Things on Wheels                                           | XBLA                                 |
| M A J                 | 18    | Rocket Knight                                              | PSN                                  |
| M A J                 | 18    | Split/Second                                               | Win, X360, PS3                       |
| M A J                 | 18    | Prince of Persia: Zapomniane piaski                        | NDS, Wii, PSP PS3, X360              |
| M A J                 | 18    | Trauma Team                                                | Wii                                  |
| M A J                 | 18    | Alan Wake                                                  | X360                                 |
| M A J                 | 18    | Red Dead Redemption                                        | X360, PS3                            |
| M A J                 | 19    | Aqua – Naval Warfare                                       | XBLA                                 |
| M A J                 | 21    | Gray Matter                                                | Win                                  |
| M A J                 | 23    | Super Mario Galaxy 2                                       | Wii                                  |
| M A J                 | 24    | Phoenix Wright                                             | WiiWare                              |
| M A J                 | 25    | Blur                                                       | Win, X360, PS3                       |
| M A J                 | 25    | ModNation Racers                                           | PS3, PSP                             |
| M A J                 | 25    | UFC 2010                                                   | X360, PS3                            |
| M A J                 | 26    | Eschalon: Book II                                          | Mac, Lin                             |
| M A J                 | 26    | Ben 10 Alien Force: The Rise of Hex                        | XBLA                                 |
| M A J                 | 31    | Ben 10 Alien Force: The Rise of Hex                        | Wii                                  |
| C Z E R W I E C       | 1     | Backbreaker                                                | X360, PS3                            |
| C Z E R W I E C       | 1     | The Sims 3: Kariera                                        | Win                                  |
| C Z E R W I E C       | 1     | Alpha Protocol: Szpiegowska gra RPG                        | Win, X360, PS3                       |
| C Z E R W I E C       | 1     | Tecmo Bowl Throwback                                       | PSN                                  |
| C Z E R W I E C       | 1     | Planet Minigolf                                            | PSN                                  |
| C Z E R W I E C       | 4     | FIFA Online                                                | Win                                  |
| C Z E R W I E C       | 8     | Green Day: Rock Band                                       | X360, PS3, Wii                       |
| C Z E R W I E C       | 8     | Metal Gear Solid: Peace Walker                             | PSP                                  |
| C Z E R W I E C       | 12    | Prince of Persia: Zapomniane piaski                        | Win                                  |
| C Z E R W I E C       | 15    | Toy Story 3: The Video Game                                | PS3, 360, Wii, PSP, DS, Win          |
| C Z E R W I E C       | 22    | Transformers: Wojna o Cybertron                            | Win, X360, PS3, Wii, NDS             |
| C Z E R W I E C       | 24    | Dream Chronicles: The Book of Air                          | Win                                  |
| C Z E R W I E C       | 27    | Sin & Punishment: Star Successor                           | Wii                                  |
| C Z E R W I E C       | 29    |                                                            | Win                                  |
| C Z E R W I E C       | 29    | Deathsmiles                                                | X360                                 |
| C Z E R W I E C       | 29    | Lego Harry Potter: Lata 1–4                                | Win, PS2, PS3, Wii, PSP, X360, NDS   |
| C Z E R W I E C       | 29    | Naughty Bear                                               | X360, PS3                            |
| C Z E R W I E C       | 29    | Ninety-Nine Nights II                                      | X360                                 |
| C Z E R W I E C       | 29    | Singularity                                                | Win, X360, PS3                       |
| C Z E R W I E C       | 29    | Sniper: Ghost Warrior                                      | Win, X360                            |
| C Z E R W I E C       | 29    | Trinity Universe                                           | PS3                                  |
| L I P I E C           | 6     | Shin Megami Tensei: Persona 3                              | PSP                                  |
| L I P I E C           | 6     | Tournament of Legends                                      | Wii                                  |
| L I P I E C           | 6     | Crackdown 2                                                | X360                                 |
| L I P I E C           | 9     | Battlefield 1943                                           | PS3, X360                            |
| L I P I E C           | 11    | Dragon Quest IX: Sentinels of the Starry Skies             | NDS                                  |
| L I P I E C           | 13    | DeathSpank                                                 | PSN                                  |
| L I P I E C           | 13    | NCAA Football 11                                           | PS2, PS3, X360                       |
| L I P I E C           | 14    | DeathSpank                                                 | XBLA                                 |
| L I P I E C           | 14    | The King of Fighters XIII                                  | PS3, X360                            |
| L I P I E C           | 19    | Furry Legends                                              | WiiWare                              |
| L I P I E C           | 21    | Limbo                                                      | XBLA                                 |
| L I P I E C           | 27    | Need for Speed: World                                      | Win                                  |
| L I P I E C           | 27    | Arc Rise Fantasia                                          | Wii                                  |
| L I P I E C           | 27    | StarCraft II: Wings of Liberty                             | Win, Mac                             |
| L I P I E C           | 27    | BlazBlue: Continuum Shift                                  | PS3, X360                            |
| S I E R P I E Ń       | 5     | Tales of Phantasia: Narikiri Dungeon X                     | PSP                                  |
| S I E R P I E Ń       | 10    | Madden NFL 11                                              | PS2, PS3, PSP, Wii, X360             |
| S I E R P I E Ń       | 10    | Scott Pilgrim vs. the World: The Game                      | PSN                                  |
| S I E R P I E Ń       | 13    | Victoria II                                                | Win                                  |
| S I E R P I E Ń       | 17    | Kane & Lynch 2: Dog Days                                   | Win, X360, PS3                       |
| S I E R P I E Ń       | 18    | Lara Croft and the Guardian of Light                       | XBLA                                 |
| S I E R P I E Ń       | 24    | Elemental: War of Magic                                    | Win                                  |
| S I E R P I E Ń       | 24    | Ivy the Kiwi?                                              | Wii, NDS                             |
| S I E R P I E Ń       | 24    | Mafia II                                                   | Win, X360, PS3                       |
| S I E R P I E Ń       | 25    | Scott Pilgrim vs. the World: The Game                      | XBLA                                 |
| S I E R P I E Ń       | 26    | Worms 2: Armageddon                                        | Win, Mac                             |
| S I E R P I E Ń       | 31    | Metroid: Other M                                           | Wii                                  |
| S I E R P I E Ń       | 31    | Valkyria Chronicles II                                     | PSP                                  |
| W R Z E S I E Ń       | 7     | Tom Clancy’s H.A.W.X. 2                                    | PS3, X360                            |
| W R Z E S I E Ń       | 7     | Batman: The Brave and the Bold                             | Wii, NDS                             |
| W R Z E S I E Ń       | 7     | Spider-Man: Shattered Dimensions                           | NDS, PS3, Wii, X360                  |
| W R Z E S I E Ń       | 7     | Kingdom Hearts Birth by Sleep                              | PSP                                  |
| W R Z E S I E Ń       | 7     | NHL 11                                                     | PS3, X360                            |
| W R Z E S I E Ń       | 7     | NHL Slapshot                                               | Wii                                  |
| W R Z E S I E Ń       | 8     | Amnesia: Mroczny obłęd                                     | Win, Mac, Lin                        |
| W R Z E S I E Ń       | 8     | Plants vs. Zombies                                         | XBLA                                 |
| W R Z E S I E Ń       | 10    | Ninety-Nine Nights II                                      | X360                                 |
| W R Z E S I E Ń       | 12    | Professor Layton and the Unwound Future                    | NDS                                  |
| W R Z E S I E Ń       | 14    | UFC 2010                                                   | PSP                                  |
| W R Z E S I E Ń       | 14    | Halo: Reach                                                | X360                                 |
| W R Z E S I E Ń       | 14    | Władca Pierścieni: Wyprawa Aragorna                        | PS3, PS2, PSP, Wii, NDS              |
| W R Z E S I E Ń       | 14    | Scooby-Doo! And the Spooky Swamp                           | PS2, Wii, NDS                        |
| W R Z E S I E Ń       | 17    | R.U.S.E.                                                   | X360, PS3, Win                       |
| W R Z E S I E Ń       | 17    | EyePet                                                     | PS3                                  |
| W R Z E S I E Ń       | 21    | Civilization V                                             | Win                                  |
| W R Z E S I E Ń       | 21    | Darksiders                                                 | Win                                  |
| W R Z E S I E Ń       | 21    | Etrian Odyssey III: The Drowned City                       | DS                                   |
| W R Z E S I E Ń       | 22    | F1 2010                                                    | Win, X360, PS3                       |
| W R Z E S I E Ń       | 23    | Darksiders                                                 | Win                                  |
| W R Z E S I E Ń       | 24    | NHL 2K11                                                   | Wii                                  |
| W R Z E S I E Ń       | 27    | Samurai Warriors 3                                         | Wii                                  |
| W R Z E S I E Ń       | 28    | Lara Croft and the Guardian of Light                       | PSN, Win                             |
| W R Z E S I E Ń       | 28    | Dead Rising 2                                              | Win, PS3, X360                       |
| W R Z E S I E Ń       | 28    | FIFA 11                                                    | Win, X360, Wii, NDS, PS2, PS3, PSP   |
| W R Z E S I E Ń       | 28    | Front Mission Evolved                                      | Win, X360, PS3                       |
| W R Z E S I E Ń       | 28    | Guitar Hero: Warriors of Rock                              | PS3, Wii, X360                       |
| W R Z E S I E Ń       | 28    | Quantum Theory                                             | PS3, X360                            |
| W R Z E S I E Ń       | 29    | Hydrophobia                                                | XBLA                                 |
| W R Z E S I E Ń       | 30    | Final Fantasy XIV                                          | Win                                  |
| W R Z E S I E Ń       | 30    | World of Tanks                                             | Win                                  |
| P A Ź D Z I E R N I K | 1     | EyePet                                                     | PSP                                  |
| P A Ź D Z I E R N I K | 3     | Wii Party                                                  | Wii                                  |
| P A Ź D Z I E R N I K | 4     | Pokémon Ranger: Guardian Signs                             | DS                                   |
| P A Ź D Z I E R N I K | 4     | Order & Chaos Online                                       | iOS, Android, Ouya, Windows Phone    |
| P A Ź D Z I E R N I K | 5     | Pro Evolution Soccer 2011                                  | Win, X360, Wii, NDS, PS2, PS3, PSP   |
| P A Ź D Z I E R N I K | 5     | Ben 10 Ultimate Alien: Cosmic Destruction                  | X360, Wii, NDS, PS2, PS3, PSP        |
| P A Ź D Z I E R N I K | 5     | Castlevania: Lords of Shadow                               | X360, PS3                            |
| P A Ź D Z I E R N I K | 5     | Enslaved: Odyssey to the West                              | X360, PS3                            |
| P A Ź D Z I E R N I K | 5     | NBA 2K11                                                   | Win, PS3, X360 PSP, PS2, Wii, iOS    |
| P A Ź D Z I E R N I K | 5     | NBA Jam                                                    | Wii                                  |
| P A Ź D Z I E R N I K | 7     | Sonic the Hedgehog 4: Episode 1                            | iOS                                  |
| P A Ź D Z I E R N I K | 7     | Kingdom Hearts Re:coded                                    | DS                                   |
| P A Ź D Z I E R N I K | 11    | Sonic the Hedgehog 4: Episode 1                            | WiiWare                              |
| P A Ź D Z I E R N I K | 12    | Lost Planet 2                                              | Win                                  |
| P A Ź D Z I E R N I K | 12    | Sengoku Basara: Samurai Heroes                             | PS3, Wii                             |
| P A Ź D Z I E R N I K | 12    | Arcania: Gothic 4                                          | Win, X360                            |
| P A Ź D Z I E R N I K | 12    | Medal of Honor                                             | Win, PS3, X360                       |
| P A Ź D Z I E R N I K | 12    | Super Scribblenauts                                        | NDS                                  |
| P A Ź D Z I E R N I K | 12    | Sonic the Hedgehog 4: Episode 1                            | PSN                                  |
| P A Ź D Z I E R N I K | 13    | Sonic the Hedgehog 4: Episode 1                            | XBLA                                 |
| P A Ź D Z I E R N I K | 14    | DJ Max Portable 3                                          | PSP                                  |
| P A Ź D Z I E R N I K | 17    | Kirby’s Epic Yarn                                          | Wii                                  |
| P A Ź D Z I E R N I K | 19    | DJ Hero 2                                                  | X360, PS3, Wii                       |
| P A Ź D Z I E R N I K | 19    | Saw II: Flesh & Blood                                      | PS3, X360                            |
| P A Ź D Z I E R N I K | 19    | Naruto Shippuden: Ultimate Ninja Storm 2                   | PS3, X360                            |
| P A Ź D Z I E R N I K | 19    | DJ Max Portable 3                                          | PSN                                  |
| P A Ź D Z I E R N I K | 19    | EA Sports MMA                                              | PS3, X360                            |
| P A Ź D Z I E R N I K | 19    | Fallout: New Vegas                                         | PS3, X360, Win                       |
| P A Ź D Z I E R N I K | 19    | Rock of the Dead                                           | X360, PS3, Wii                       |
| P A Ź D Z I E R N I K | 19    | Vanquish                                                   | PS3, X360                            |
| P A Ź D Z I E R N I K | 20    | Super Meat Boy                                             | XBLA                                 |
| P A Ź D Z I E R N I K | 25    | Bit.Trip Fate                                              | WiiWare                              |
| P A Ź D Z I E R N I K | 26    | Fable III                                                  | X360                                 |
| P A Ź D Z I E R N I K | 26    | Lego Universe                                              | Win                                  |
| P A Ź D Z I E R N I K | 26    | Rock Band 3                                                | PS3, X360, Wii, DS                   |
| P A Ź D Z I E R N I K | 26    | The Sims 3: Po zmroku                                      | Win, MacOS X                         |
| P A Ź D Z I E R N I K | 26    | The Sims 3                                                 | PS3, X360, Wii, DS                   |
| P A Ź D Z I E R N I K | 26    | Splatterhouse                                              | X360, PS3                            |
| P A Ź D Z I E R N I K | 26    | Star Wars: The Force Unleashed II                          | PS3, X360, Win, Wii, DS              |
| P A Ź D Z I E R N I K | 26    | WWE SmackDown vs Raw 2011                                  | PS3, X360, PSP, PS2, Wii             |
| L I S T O P A D       | 2     | Fist of the North Star: Ken's Rage                         | PS3, X360                            |
| L I S T O P A D       | 2     | Toy Story 3: The Video Game                                | PS2                                  |
| L I S T O P A D       | 2     | GoldenEye 007                                              | Wii, NDS                             |
| L I S T O P A D       | 2     | 007: Blood Stone                                           | Win, X360, PS3, NDS                  |
| L I S T O P A D       | 4     | Kinect Sports                                              | X360 (Kinect)                        |
| L I S T O P A D       | 4     | Dance Central                                              | X360 (Kinect)                        |
| L I S T O P A D       | 4     | Kinectimals                                                | X360 (Kinect)                        |
| L I S T O P A D       | 4     | Kinect Adventures!                                         | X360 (Kinect)                        |
| L I S T O P A D       | 4     | Kinect Joy Ride                                            | X360 (Kinect)                        |
| L I S T O P A D       | 4     | Sonic Free Riders                                          | X360                                 |
| L I S T O P A D       | 5     | Def Jam Rapstar                                            | X360, PS3                            |
| L I S T O P A D       | 5     | Football Manager 2011                                      | Win                                  |
| L I S T O P A D       | 9     | Call of Duty: Black Ops                                    | X360, PS3, Wii, Win                  |
| L I S T O P A D       | 9     | The Sly Collection                                         | PS3                                  |
| L I S T O P A D       | 12    | Tom Clancy’s H.A.W.X. 2                                    | Wii, Win                             |
| L I S T O P A D       | 16    | Assassin’s Creed: Brotherhood                              | PS3, X360                            |
| L I S T O P A D       | 16    | Harry Potter i Insygnia Śmierci: Część I                   | Win, NDS, PS3, X360, Mobile, Wii     |
| L I S T O P A D       | 16    | Pac-Man Party                                              | Wii                                  |
| L I S T O P A D       | 16    | Need for Speed: Hot Pursuit                                | X360, PS3, Win                       |
| L I S T O P A D       | 16    | Sonic Colours                                              | Wii, NDS                             |
| L I S T O P A D       | 20    | TrackMania 2                                               | Win                                  |
| L I S T O P A D       | 21    | Donkey Kong Country Returns                                | Wii                                  |
| L I S T O P A D       | 23    | Splatterhouse                                              | X360, PS3                            |
| L I S T O P A D       | 23    | Red Dead Redemption: Undead Nightmare                      | X360, PS3                            |
| L I S T O P A D       | 24    | Gran Turismo 5                                             | PS3                                  |
| L I S T O P A D       | 27    | Terra Militaris                                            | Przeglądarka Internetowa             |
| L I S T O P A D       | 29    | Golden Sun: Dark Dawn                                      | NDS                                  |
| L I S T O P A D       | 30    | Epic Mickey                                                | Wii                                  |
| G R U D Z I E Ń       | 7     | Tron: Evolution                                            | Win, PS3, X360, NDS                  |
| G R U D Z I E Ń       | 7     | Tron: Evolution – Battle Grids                             | Wii                                  |
| G R U D Z I E Ń       | 7     | World of Warcraft: Cataclysm                               | Win, Mac                             |
| G R U D Z I E Ń       | 12    | Super Mario All-Stars                                      | Wii                                  |
| G R U D Z I E Ń       | 12    | The Agency: Covert Ops                                     | PS3, Win                             |
| G R U D Z I E Ń       | 21    | TrackMania Wii                                             | Wii                                  |